# Григориу, Григорий Петрович
Григо́рий Петро́вич Григори́у (рум. Grigore Grigoriu; 4 апреля 1941, Кэушень, Молдавская ССР, СССР — 20 декабря 2003, Паланка, Штефан-Водский район, Молдова) — советский и молдавский актёр, Заслуженный артист Молдавской ССР.

## Биография
В школьные годы Григоре Григориу пробовал играть роли в театре, занимался спортом, в частности, боксом.
В 1959 году участвовал в конкурсе республиканского драматического театра в Бельцах.
После окончания школы некоторое время работал грузчиком на железной дороге.
Григоре Григориу начал свою творческую деятельность в драматическом театре в Бельцах, где проработал 6 лет (1959 по 1965).
Следующие 5 лет работал в телетеатре «Диалог», с 1970 года — в республиканском театре юного зрителя «Лучафэрул».
Первую роль в кино сыграл в 1966 году — Савву Милчу в фильме Эмиля Лотяну «Красные поляны».
Григоре Григориу снимался в России, Румынии, Германии, Азербайджане и на Украине, исполнил более семидесяти ролей в кино и театре. Наиболее известная его роль — Лойко Зобар в фильме «Табор уходит в небо».
Погиб в автомобильной катастрофе 20 декабря 2003 года около молдавского села Паланка. Похоронен на Центральном (Армянском) кладбище в Кишинёве.

## Фильмография
- 1966 — Красные поляны — Савва Милчу
- 1966 — Горькие зёрна — Андрей Войновяну
- 1967 — Марианна — «Тополь»
- 1967 — Сергей Лазо — адъютант
- 1967 — Нужен привратник — апостол
- 1968 — Аннычка — Андрей
- 1968 — Братья Карамазовы — эпизод
- 1969 — Десять зим за одно лето — Штефан
- 1970 — Povârnişul — Марку
- 1971 — Крутизна
- 1972 — Последний гайдук
- 1972 — Офицер запаса — Штефан Барбу
- 1972 — Лаутары — Раду Негостин
- 1973 — Земля, до востребования — Тоскано
- 1974 — Mînia — эпизод
- 1976 — Табор уходит в небо — Лойко Зобар, конокрад
- 1976 — Порт — Петреску
- 1976 — Легенда о Тиле — монах на базаре
- 1977 — Ночь над Чили — Мануэль, архитектор
- 1978 — Встреча — Василе Оляндрэ
- 1978 — Емельян Пугачёв («Невольники свободы», «Кровью омытая») — Чика Зарубин
- 1978 — Мой ласковый и нежный зверь — Полихроний Аркадьевич Калидис
- 1978 — Я хочу вас видеть — комиссар Ардатов
- 1978 — Антон-волшебник
- 1979 — Агент секретной службы — Штефан Ротарь
- 1979 — Чудак — адвокат Ахмед
- 1979 — Я хочу петь — Георге
- 1980 — Где ты, любовь? — Виктор
- 1980 — Овод — Чезаре Мартини
- 1980 — У чёртова логова — Груя
- 1981 — На Гранатовых островах — Фарадж
- 1982 — Роман с Амели
- 1983 — Найди на счастье подкову — Дмитрий
- 1983 — Серебряный возраст — Тудор
- 1983—1986 — Анна Павлова — Михаил Мордкин
- 1984 — Как стать знаменитым — эпизод
- 1984 — Снег в сентябре — Заур
- 1986 — Тайный посол
- 1986 — Лучафэрул — Кибич
- 1989 — Вдвоём на грани времени
- 1989 — Мария, Мирабела в Транзистории — Главный Тормозистор

## Премии и награды
- Заслуженный артист Молдавской ССР
- 1995 — медаль «За гражданские заслуги»
- 2002 — орден «Трудовая слава»